# Осока дводомна
Осока́ дводо́мна (Carex dioica) — багаторічна рослина родини осокових. Вид занесений до Червоних книг України, Польщі, Червоного списку Німеччини. Торфотвірна рослина.

## Опис

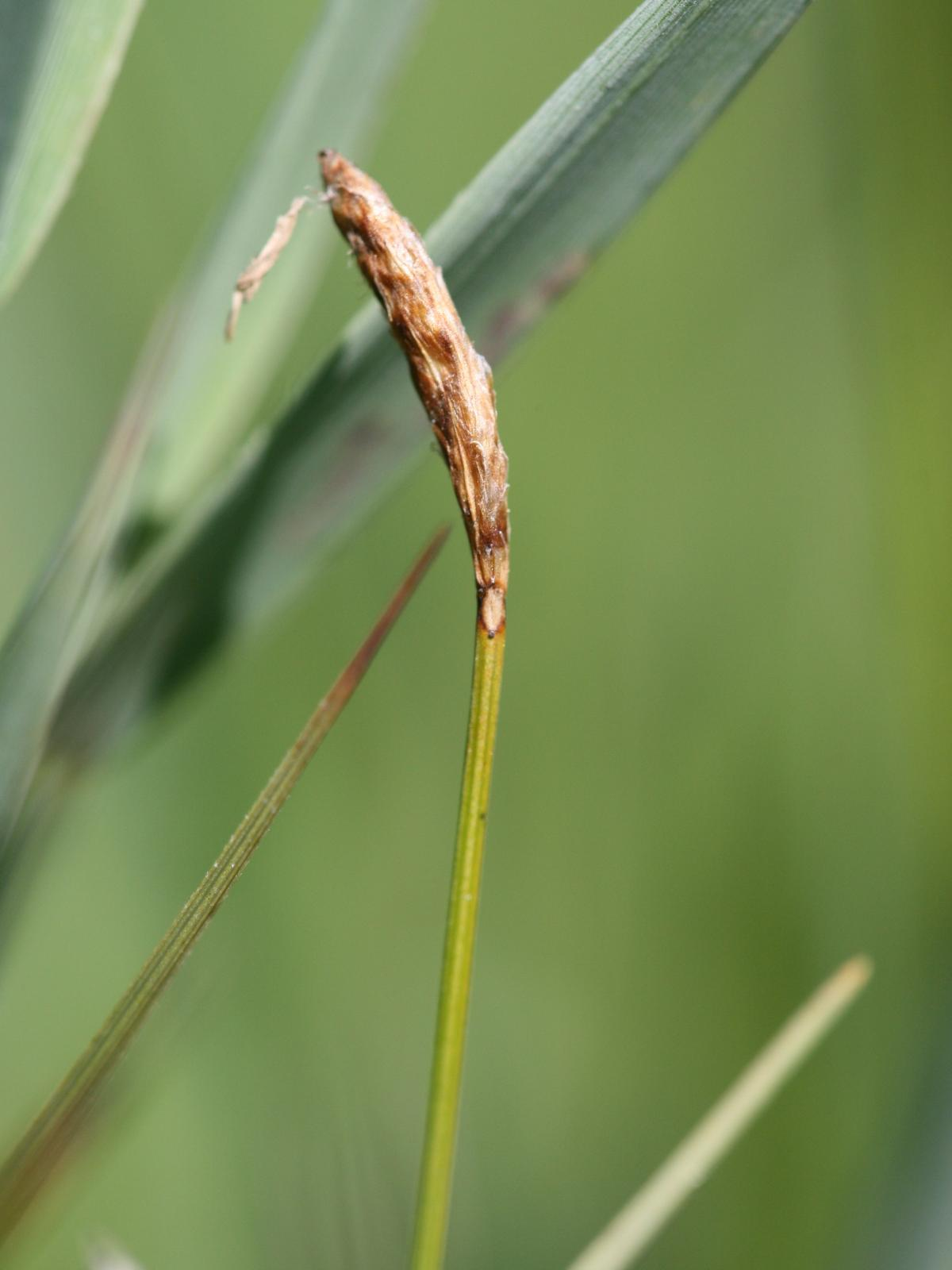
Чоловічий колосок

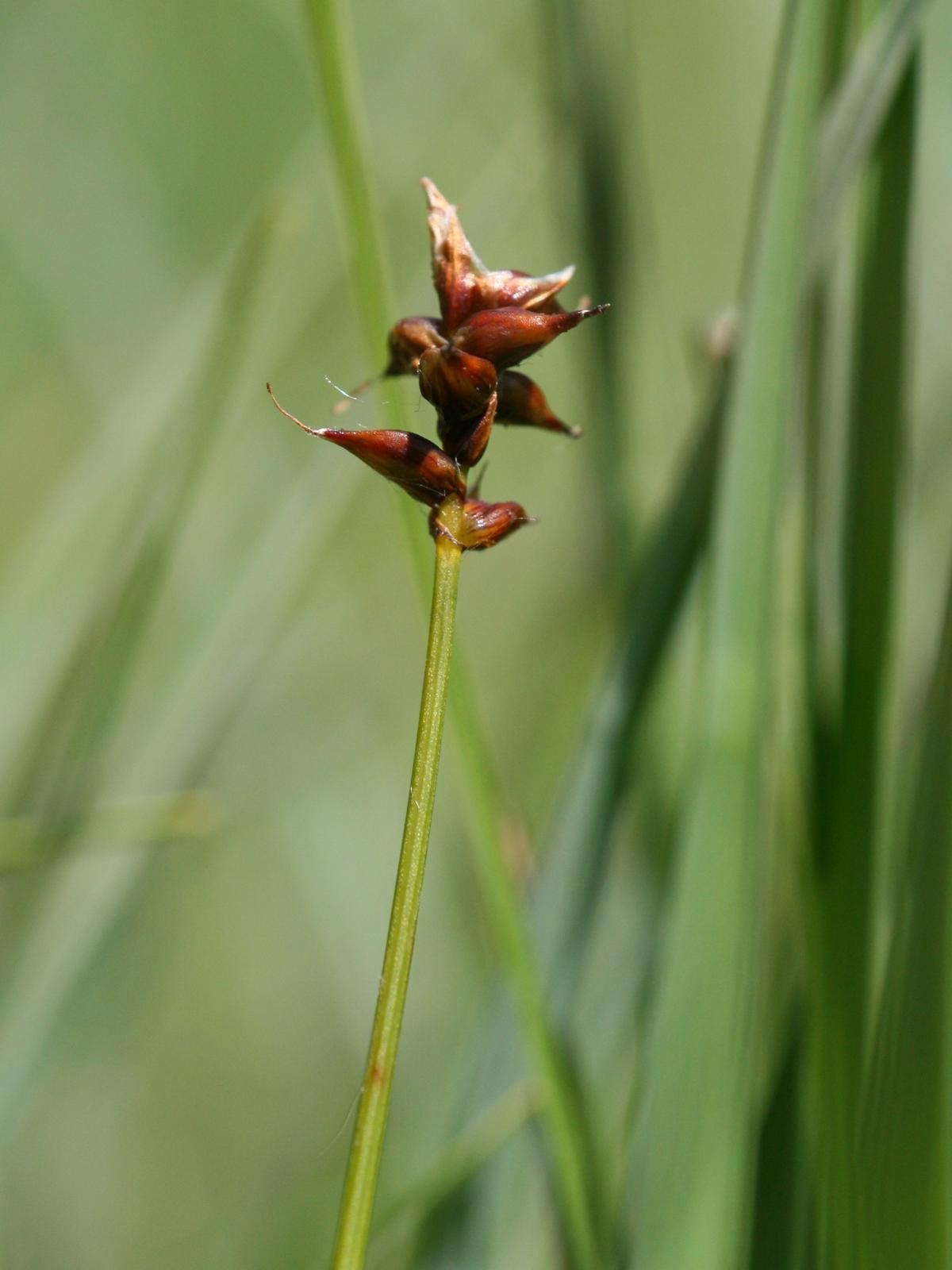
Жіночий колосок

Трав'яниста рослина 10–40 см заввишки, гемікриптофіт. Кореневище тонке, повзуче. Листки щетинкоподібні (завширшки 1 мм), гладкі, інколи біля верхівки шорсткі.
Нечисленні прямостоячі стебла вкриті невиразними борозенками, вони несуть поодинокі суцвіття-колоски, які, на відміну від інших осок, розташовані на різних особинах (звідси і назва «дводомна»). Як виняток, інколи трапляються рослини з двостатевими колосками, у яких біля основи суцвіття розташовані 1—2 жіночих квітки, а решта є чоловічими.
Чоловічі колоски довгасті або лінійноциліндричні з округло-тупими покривними лусками іржавого кольору, майже без плівчастого краю. Жіночі колоски довгастояйцеподібні, густі, 6—15 мм завдовжки; їхні покривні луски коротші за мішечки, яйцеподібні, темно-бурі, з широким білоплівчастим краєм. Мішечки яйцеподібні, опуклі, з численними жилками, бурі або іржасті, 2,5—3,5 (4,5) мм завдовжки, звужені в короткий, косо зрізаний носик завдовжки 0,8—1,3 мм. Вони розташовані на потовщеній ніжці, у стані повної стиглості спрямовані горизонтально або дещо похилені вниз. Плід — двояко-опуклий, оберненояйцеподібний горішок.
Число хромосом 2n = 52.

## Екологія
Рослина морозостійка, дуже вологолюбна, помірно світлолюбна, віддає перевагу добре обводненим, кислим (рН 4-5) ґрунтам. Зростає на мезотрофних та олігомезотрофних болотах (переважно сфагнових, рідше — осоково-гіпнових), у заболочених розріджених лісах, по заболочених берегах річок та на луках. Може траплятися як на рівнинах, так і в горах на висоті до 2000 м над рівнем моря.
Цвітіння відбувається у квітні-травні. Квіти запилюються вітром. Плодоносить у липні-серпні. Розмножується насінням, яке поширюється птахами і водними течіями, а також вегетативно за допомогою повзучих кореневищ. У природі дає гібриди з осокою Девелла, буріючою, торфовою, попелясто-сірою, їжаковою.

## Поширення
Осока дводомна — типовий представник бореальної флори. Її ареал охоплює Північну, Центральну і, частково, Південну Європу, а також Сибір. На заході зона розповсюдження цього виду доходить до Ісландії, на півночі збігається з межею тундри, на півдні сягає Португалії, деяких районів Середньої Азії, на сході доходить до басейну Єнісея, Алтайських гір та Прибайкалля, де зустрічається рідко.
В Україні ця рослина трапляється переважно у Західному і Малому Поліссі, на Поділлі, у лівобережній частині Лісостепу вздовж Дніпра. У Львівській області зареєстровано 10 місць зростання. Поліські популяції межують з осередками, розташованими у верхів'ях Дніпра на теренах Білорусі.

## Значення і статус виду
Господарського значення ця рослина не має, в природі осока дводомна відіграє помітну роль як ґрунтотворна та торфоформуюча рослина.
Головною небезпекою для цього виду є зміна середовища, зокрема осушення боліт з наступним їх залісненням чи перетворенням на пасовища. В Україні осока дводомна охороняється у Шацькому національному природному парку, Рівненському та Черемському заповідниках, пам'ятці природи «Романівське болото».

## Синоніми
| - Carex casteriana Heer ex Boott - Carex chlamydea Norman - Carex custoriana Heer ex Hegetschw. - Carex dioica var. custoriana (Heer ex Hegetschw.) Nyman - Carex dioica subsp. custoriana (Heer ex Hegetschw.) K.Richt. - Carex dioica var. isogyna Fr. - Carex dioica subsp. isogyna (Fr.) K.Richt. - Carex dioica f. laxa Junge - Carex dioica f. metteniana (O.Lang) Asch. - Carex dioica var. metteniana O.Lang - Carex dioica var. scabrella Fr. - Carex dioica var. subcaespitosa O.Lang | - Carex dioiscostrongyla St.-Lag. - Carex laevis Hoppe - Carex linnaeana Host - Carex linnaei Degl. - Carex metteniana (O.Lang) C.B.Lehm. ex Schur - Carex nigricans Dewey - Caricinella laevis (Heuff.) St.-Lag. - Maukschia laevis Heuff. - Physiglochis dioica (L.) Raf. - Psyllophora dioica (L.) Schur - Vignea dioica (L.) Rchb. |